# ミカエラ・ルハン
ミカエラ・ミラグロス・ルハン（Micaela Milagros Luján、1999年6月12日 - ）は、アルゼンチンのプロボクサーである。元IBF女子世界スーパーフライ級王者。

## 来歴
2017年1月28日、敵地コロンビアにてマイリーディス・メルカド戦でプロデビューし1回KO勝利。
2019年6月15日、初の世界挑戦としてブエノスアイレスにてホルヘリナ・グアニーニが持つIBF女子世界スーパーフライ級王座に挑戦するが、10回1-0（96-94、95-95×2）判定で引き分けとなり王座奪取ならず。
2021年1月30日、ペレスにてデボラ・ゴメスとIBF女子世界スーパーフライ級王座決定戦を行い、10回2-1（97-93×2、93-97）の判定勝ちを収めIBF王座獲得。
2021年7月16日、地元ビジャ・メルセデスにてナタリー・デルガドとIBF女子世界スーパーフライ級タイトルマッチを行い、10回3-0（99-91×3）の判定勝ちを収め王座初防衛に成功。
2022年8月20日、ビジャ・メルセデスにてイルマ・ガルシアとIBF女子世界スーパーフライ級タイトルマッチを行い、10回2-0（97-93、98-92、95-95）の判定勝ちを収め2度目の王座防衛に成功。
2023年、IBF王座を返上した。
2023年9月29日、ヘネラル・ピントにてカロリーナ・フェラーリとFESUBOX・アルゼンチンFAB女子スーパーフライ級王座決定戦を行い、7回TKO勝ちを収め両王座獲得に成功した。
2023年11月25日、ビジャ・メルセデスにてバネッサ・ロレーナ・タボルダとFESUBOX女子スーパーフライ級タイトルマッチを行い、6回終了時にタボルダ側のセコンドがタオルを投入したため棄権によるTKO勝ちを収め初防衛に成功した。
2024年4月27日、コルドバ州ヴィラ・カルロス・パスにてカルラ・アジェレン・メリノとFESUBOX・アルゼンチンFAB女子スーパーフライ級タイトルマッチを行うも、10回0-3の判定負けでFESUBOX女子王座2度目の防衛とアルゼンチンFAB王座初防衛に失敗、両王座から陥落した。
2024年11月29日、キルメスにてデボラ・ゴメスと3年10ヶ月ぶりに再戦し、6回TKO勝ちを収め再起を果たした。
2025年6月14日、ブエノスアイレスにてアイエレン・グラナディーノとWBAインターコンチネンタル女子フライ級王座決定戦を行うも、10回0-2（95-95、94-96×2）の判定負けを喫し王座獲得に失敗した。

## 戦績
- プロ：18戦 15勝 5KO 2敗 1分

| 戦           | 日付           | 勝敗 | 時間    | 内容    | 対戦相手                         | 国籍         | 備考                                                   |
| ------------ | -------------- | ---- | ------- | ------- | -------------------------------- | ------------ | ------------------------------------------------------ |
| 1            | 2017年1月28日  | ☆    | 1R 1:53 | KO      | ミレイディス・メルカド           | コロンビア   | プロデビュー戦                                         |
| 2            | 2017年3月25日  | ☆    | 1R 0:59 | TKO     | ハネス・オソリオ                 | メキシコ     |                                                        |
| 3            | 2017年5月20日  | ☆    | 1R 1:20 | TKO     | ヘシカ・ヤスミン                 | メキシコ     |                                                        |
| 4            | 2017年7月15日  | ☆    | 4R      | 判定3-0 | エロイサ・マルティネス           | メキシコ     |                                                        |
| 5            | 2017年8月25日  | ☆    | 8R      | 判定3-0 | エロイサ・マルティネス           | メキシコ     |                                                        |
| 6            | 2017年9月9日   | ☆    | 6R      | 判定3-0 | マリア・グアダルーペ・ロドリゲス | メキシコ     |                                                        |
| 7            | 2017年11月4日  | ★    | 4R      | 判定1-2 | イリス・ミラモンテス             | メキシコ     |                                                        |
| 8            | 2019年1月12日  | ☆    | 6R      | 判定3-0 | ビルヒニア・ノエミ・カルカモ     | アルゼンチン |                                                        |
| 9            | 2019年3月2日   | ☆    | 8R      | 判定3-0 | デボラ・ディオニシウス           | アルゼンチン |                                                        |
| 10           | 2019年6月15日  | △    | 10R     | 判定1-0 | ホルヘニア・グアニーニ           | アルゼンチン | IBF女子世界スーパーフライ級タイトルマッチ              |
| 11           | 2021年1月30日  | ☆    | 10R     | 判定2-1 | デボラ・ゴメス                   | アルゼンチン | IBF女子世界スーパーフライ級王座決定戦                  |
| 12           | 2021年7月16日  | ☆    | 10R     | 判定3-0 | ナタリー・デルガド               | パナマ       | IBF防衛1                                               |
| 13           | 2022年8月20日  | ☆    | 10R     | 判定2-0 | イルマ・ガルシア                 | メキシコ     | IBF防衛2→返上                                          |
| 14           | 2023年8月25日  | ☆    | 6R      | 判定3-0 | エリアナ・バネッサ・オレクチア   | アルゼンチン |                                                        |
| 15           | 2023年9月29日  | ☆    | 7R 2:00 | TKO     | カロリーナ・フェラーリ           | アルゼンチン | FESUBOX・アルゼンチンFAB女子スーパーフライ級王座決定戦 |
| 16           | 2023年11月25日 | ☆    | 6R 終了 | TKO     | バネッサ・ロレーナ・タボルダ     | アルゼンチン | FESUBOX防衛1                                           |
| 17           | 2024年4月27日  | ★    | 10R     | 判定0-3 | カルラ・アジェレン・メリノ       | アルゼンチン | FESUBOX・アルゼンチンFAB陥落                           |
| 18           | 2024年11月29日 | ☆    | 6R 1:10 | TKO     | デボラ・バネッサ・ゴメス         | アルゼンチン |                                                        |
| テンプレート |                |      |         |         |                                  |              |                                                        |

## 獲得タイトル
- IBF女子世界スーパーフライ級王座
- FESUBOX女子スーパーフライ級王座
- アルゼンチンFAB女子スーパーフライ級王座